# 第1高射特科団
第1高射特科団（だいいちこうしゃとっかだん、JGSDF 1st Antiaircraft Artillery Brigade）は、陸上自衛隊東千歳駐屯地（北海道千歳市）に団本部が駐屯する北部方面隊直轄の高射特科部隊で陸上自衛隊の高射特科団のひとつである。

## 概要
第1高射特科団長は陸将補（二）をもって充てられ、北海道全般の防空を主任務とする。西部方面隊第2高射特科団とともに陸上自衛隊では最大の勢力をもつ高射特科部隊である。
1972年（昭和47年）3月24日、第4高射特科群が編成され、北海道には従来あった第1高射特科群とあわせて2個のホーク部隊が配置されたことからこれらを一元的に運用を図るために新編された。

## 沿革
第1高射団
- 1972年（昭和47年）
  - 3月24日：第1高射団本部および本部付隊が東千歳駐屯地において編成完結[1]。 第1特科団隷下の第1高射特科群、第4高射特科群（第118特科大隊を母体として名寄駐屯地に新編）、無線誘導標的機隊を編合。
  - 7月1日：無線誘導標的機隊を第302無線誘導機隊に称号変更[1]。

第1高射特科団
- 1976年（昭和51年）8月20日：第1高射団が第1高射特科団に称号変更[1]。
- 1985年（昭和60年）
  - 7月1日：第301無線誘導機隊が下志津駐屯地から静内分屯地に移駐。
  - 7月15日：第302無線誘導機隊を廃止[1]し、第301無線誘導機隊（静内駐屯地）と統合して新たに第301無線誘導機隊を静内駐屯地に編成。
- 1989年（平成元年）3月24日：第301無線誘導機隊を（静内駐屯地）を廃止し、第101無人偵察機隊が静内駐屯地において編成完結[1]。
- 2000年（平成12年）3月28日：後方支援体制変換に伴い、整備部門を北部方面後方支援隊第101高射直接支援大隊へ移管。
- 2019年（平成31年）3月26日：第101無人偵察機隊（静内駐屯地）を廃止し、第101無人標的機隊を新編。
- 2024年（令和06年）3月21日：第1高射特科群第302高射中隊が北千歳駐屯地から東千歳駐屯地に移駐[2]。

## 編成・駐屯地
編成
- 第1高射特科団本部
- 第1高射特科団本部付隊「1高団-本」
- 第1高射特科群
  - 第1高射特科群本部
  - 本部管理中隊「1高群-本」
  - 第301高射中隊
  - 第302高射中隊
  - 第303高射中隊
  - 第304高射中隊
  - 第301高射搬送通信中隊
- 第4高射特科群
  - 第4高射特科群本部
  - 本部管理中隊
  - 第315高射中隊
  - 第316高射中隊
  - 第317高射中隊
  - 第318高射中隊
  - 第304高射搬送通信中隊
- 第101無人標的機隊

駐屯地
- 東千歳駐屯地（北海道千歳市）
  - 団本部および同付隊
  - 第1高射特科群
    - 群本部および本部管理中隊
    - 第301高射中隊
    - 第302高射中隊
    - 第301高射搬送通信中隊
- 島松駐屯地（北海道恵庭市）
  - 第1高射特科群
    - 第303高射中隊
    - 第304高射中隊
- 名寄駐屯地（北海道名寄市）
  - 第4高射特科群
- 静内駐屯地（北海道日高郡新ひだか町）
  - 第101無人標的機隊

## 整備支援部隊
- 北部方面後方支援隊第101高射直接支援大隊「101高直支-本」（東千歳駐屯地）：2000年（平成12年）3月28日から
  - 整備隊「101高直支-整」（東千歳駐屯地）：団直轄部隊を支援。
  - 第1直接支援中隊「101高直支-1」（島松駐屯地）：第1高射特科群を支援
  - 第2直接支援中隊「101高直支-2」（名寄駐屯地）：第4高射特科群を支援

## 主要幹部
| 官職名          | 階級          | 氏名     | 補職発令日     | 前職                               |
| --------------- | ------------- | -------- | -------------- | ---------------------------------- |
| 第1高射特科団長 | 陸将補（二）  | 青木秀敏 | 2025年08月01日 | 第15旅団副旅団長 兼 那覇駐屯地司令 |
| 副団長          | 1等陸佐（二） | 末永吉孝 | 2023年12月01日 | 東部方面総監部監察官               |
| 高級幕僚        | 1等陸佐（三） | 髙坂邦敏 | 2025年03月17日 | 西部方面総監部人事部援護業務課長   |

| 代 | 氏名     | 在職期間                                                   | 出身校・期          | 前職                                   | 後職                               |
| -- | -------- | ---------------------------------------------------------- | ------------------- | -------------------------------------- | ---------------------------------- |
| 01 | 望月眞七 | 1972年03月24日 - 1973年07月15日                            | 陸士53期・ 陸大60期 | 第1特科団副団長                        | 陸上幕僚監部付 →1973年7月31日 退職 |
| 02 | 矢嶋仁   | 1973年07月16日 - 1975年07月15日 ※1974年01月01日 陸将補昇任 | 陸士54期            | 陸上自衛隊幹部学校総務部長 （1等陸佐） | 陸上幕僚監部付 →1976年1月1日 退職  |
| 03 | 南部睦憲 | 1975年07月16日 - 1976年08月19日 ※1976年07月01日 陸将補昇任 | 陸士58期            | 第1高射団副団長 （1等陸佐）            | 第1高射特科団長                    |

| 代 | 氏名       | 在職期間                                                   | 出身校・期            | 前職                                              | 後職                                       |
| -- | ---------- | ---------------------------------------------------------- | --------------------- | ------------------------------------------------- | ------------------------------------------ |
| 01 | 南部睦憲   | 1976年08月20日 - 1977年07月31日                            | 陸士58期              | 第1高射団長                                       | 陸上自衛隊高射学校副校長 兼 同校企画室長   |
| 02 | 島田敏彦   | 1977年08月01日 - 1980年03月16日 ※1978年01月01日 陸将補昇任 | 陸士59期              | 第13師団司令部幕僚長 （1等陸佐）                  | 第7師団司令部付 →1980年5月1日 退職         |
| 03 | 中川芳一   | 1980年03月17日 - 1982年01月10日 ※1981年01月01日 陸将補昇任 | 鹿児島大学 昭和28年卒 | 陸上幕僚監部防衛部研究課長 （1等陸佐）            | 陸上自衛隊幹部学校副校長 兼 同校企画室長   |
| 04 | 冨田定幸   | 1982年01月11日 - 1983年07月31日 ※1982年07月01日 陸将補昇任 | 防大1期               | 第8高射特科群長 兼 青野原駐とん地司令 （1等陸佐） | 陸上幕僚監部人事部厚生課長                 |
| 05 | 関谷道春   | 1983年08月01日 - 1985年08月07日 ※1984年03月16日 陸将補昇任 | 防大1期               | 統合幕僚会議事務局第2幕僚室勤務 （1等陸佐）       | 陸上自衛隊高射学校副校長 兼 同校企画室長   |
| 06 | 村田純一   | 1985年08月08日 - 1987年07月06日                            | 防大2期               | 陸上幕僚監部教育訓練部訓練課長                    | 陸上自衛隊少年工科学校長 兼 武山駐屯地司令 |
| 07 | 渡邊滋     | 1987年07月07日 - 1988年07月06日                            | 防大3期               | 自衛隊札幌地方連絡部長                            | 東北方面総監部幕僚長 兼 仙台駐屯地司令     |
| 08 | 黒柳彰久   | 1988年07月07日 - 1990年07月08日                            | 防大5期               | 西部方面総監部幕僚副長                            | 統合幕僚会議事務局第5幕僚室長              |
| 09 | 佐々木英嗣 | 1990年07月09日 - 1992年06月15日                            | 防大7期               | 中部方面総監部幕僚副長                            | 西部方面総監部幕僚長 兼 健軍駐屯地司令     |
| 10 | 森岡薫     | 1992年06月16日 - 1995年03月22日                            | 早稲田大学 昭和38年卒 | 陸上幕僚監部監理部総務課長                        | 陸上自衛隊高射学校長 兼 下志津駐屯地司令   |
| 11 | 井本敏夫   | 1995年03月23日 - 1997年12月07日 ※1996年07月01日 陸将補昇任 | 防大11期              | 自衛隊沖縄地方連絡部長 （1等陸佐）                | 陸上自衛隊幹部学校副校長                   |
| 12 | 藤本四郎   | 1997年12月08日 - 2000年06月29日 ※1998年10月01日 陸将補昇任 | 防大12期              | 陸上自衛隊高射学校副校長 兼 企画室長 （1等陸佐）  | 陸上自衛隊関東補給処長 兼 霞ヶ浦駐屯地司令 |
| 13 | 武田正徳   | 2000年06月30日 - 2002年03月21日 ※2001年12月03日 陸将補昇任 | 法政大学 昭和49年卒   | 陸上幕僚監部人事部援護業務課長 （1等陸佐）        | 陸上自衛隊少年工科学校長 兼 武山駐屯地司令 |
| 14 | 宗像久男   | 2002年03月22日 - 2003年03月26日                            | 防大18期              | 北部方面総監部幕僚副長                            | 陸上幕僚監部防衛部長                       |
| 15 | 伊藤隆     | 2003年03月27日 - 2005年12月04日 ※2003年12月05日 陸将補昇任 | 防大19期              | 北部方面総監部防衛部長 （1等陸佐）                | 北部方面総監部幕僚副長                     |
| 16 | 土谷貴史   | 2005年12月05日 - 2008年07月31日                            | 防大19期              | 自衛隊愛知地方連絡部長 （1等陸佐）                | 陸上自衛隊高射学校長 兼 下志津駐屯地司令   |
| 17 | 小原繁     | 2008年08月01日 - 2010年03月28日                            | 中央大学 昭和52年卒   | 第10師団副師団長 兼 守山駐屯地司令                | 退職                                       |
| 18 | 住田和明   | 2010年03月29日 - 2011年08月04日                            | 防大28期              | 陸上幕僚監部防衛部防衛課長                        | 中部方面総監部幕僚副長                     |
| 19 | 飯盛進     | 2011年08月05日 - 2013年03月27日                            | 防大29期              | 陸上幕僚監部人事部厚生課長                        | 陸上自衛隊高射学校長 兼 下志津駐屯地司令   |
| 20 | 權藤三千蔵 | 2013年03月28日 - 2015年08月03日                            | 防大29期              | 陸上幕僚監部装備部開発課長                        | 防衛監察本部監察官                         |
| 21 | 木口雄司   | 2015年08月04日 - 2016年12月19日                            | 防大32期              | 東北方面総監部人事部長                            | 陸上自衛隊開発実験団長                     |
| 22 | 宮本久徳   | 2016年12月20日 - 2019年03月31日                            | 防大33期              | 西部方面総監部防衛部長                            | 陸上自衛隊高射学校長 兼 下志津駐屯地司令   |
| 23 | 髙木勝也   | 2019年04月01日 - 2020年12月21日                            | 防大33期              | 統合幕僚監部総務部総務課長                        | 第9師団副師団長 兼 青森駐屯地司令          |
| 24 | 久保勝裕   | 2020年12月22日 - 2022年12月22日                            | 防大38期              | 陸上自衛隊教育訓練研究本部 総合企画部総合企画課長 | 自衛隊沖縄地方協力本部長                   |
| 25 | 貴島康二   | 2022年12月23日 - 2025年07月31日                            | 防大36期              | 中部方面総監部幕僚副長                            | 第6師団副師団長 兼 神町駐屯地司令          |
| 26 | 青木秀敏   | 2025年08月01日 -                                           | 防大38期              | 第15旅団副旅団長 兼 那覇駐屯地司令                |                                            |